# Begonia reniformis
Begonia reniformis är en begoniaväxtart som beskrevs av Jonas Dryander. Begonia reniformis ingår i släktet begonior, och familjen begoniaväxter. Inga underarter finns listade i Catalogue of Life.

## Bildgalleri

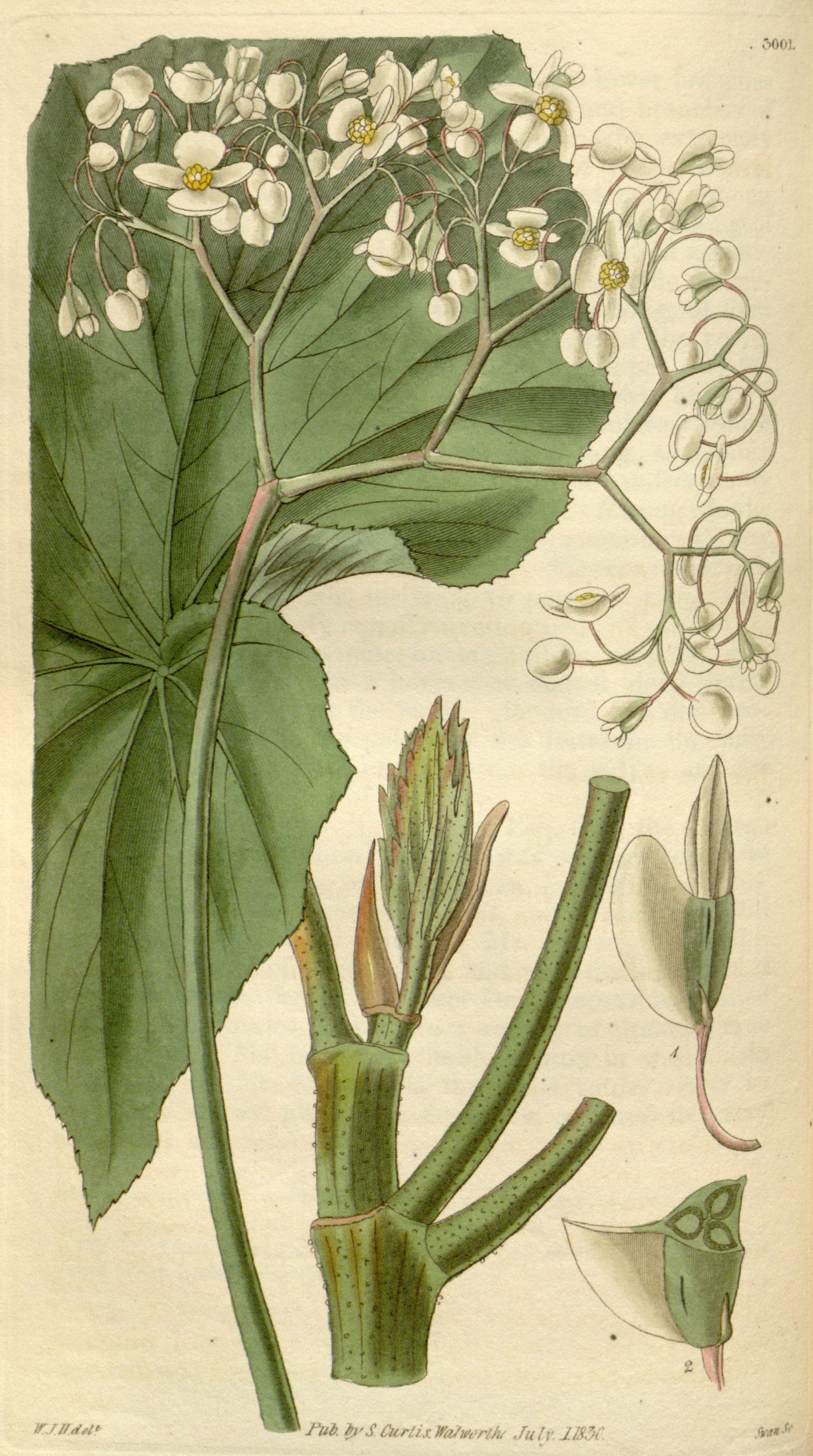
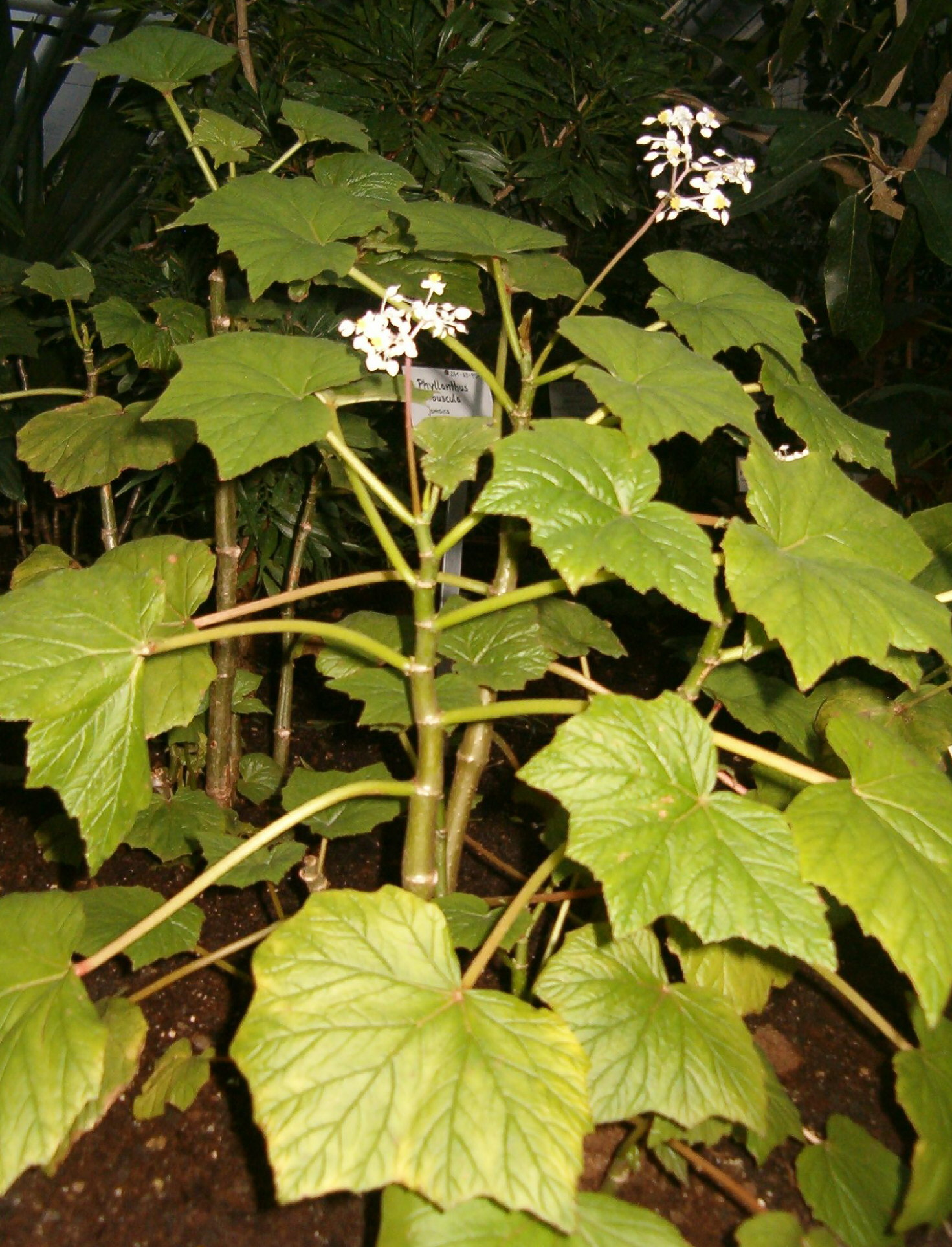
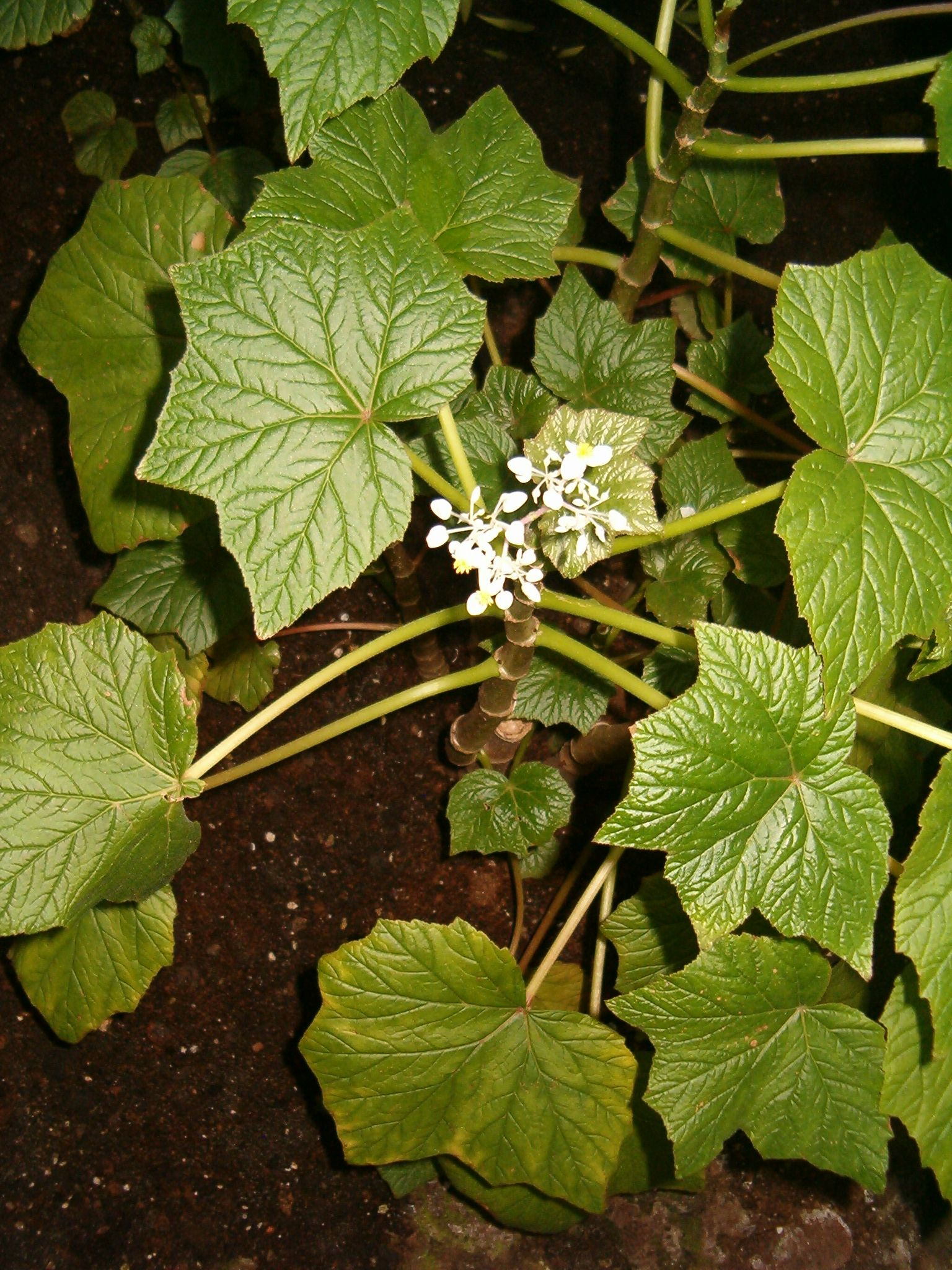
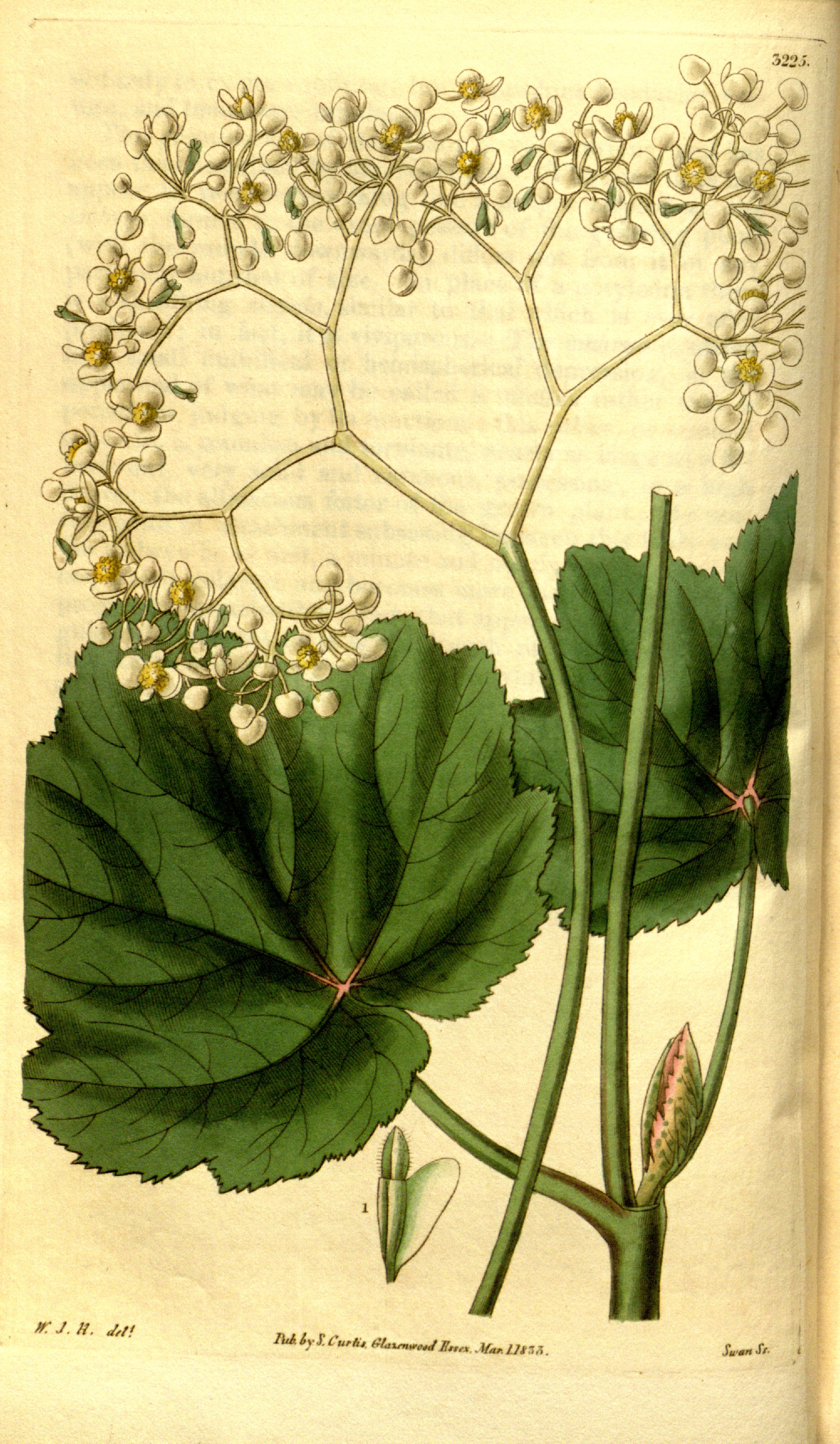